# Home Nations Championship 1932
Home Nations Championship 1932 – dwudziesta ósma edycja Home Nations Championship, mistrzostw Wysp Brytyjskich w rugby union, rozegrana pomiędzy 16 stycznia a 19 marca 1932 roku. Wliczając turnieje w poprzedniej formie, wraz z Pucharem Pięciu Narodów, była to czterdziesta piąta edycja tych zawodów. Trzy reprezentacje ukończyły zawody z bilansem trzech zwycięstw i jednej porażki, toteż zdobyły tytuł ex aequo.
Zgodnie z ówczesnymi zasadami punktowania dropgol był warty cztery punkty, podwyższenie dwa, natomiast przyłożenie i pozostałe kopy trzy punkty.

## Mecze
| 16 stycznia 1932 | Walia                            | 12:5 | Anglia                  | St. Helens Ground, Swansea Widzów: 30 000 Sędzia: F.J.C. Moffat |
| 16 stycznia 1932 | Boon 7 (P, dg) Bassett 5 (K, pd) | 12:5 | Coley 3 (P) Barr 2 (pd) | St. Helens Ground, Swansea Widzów: 30 000 Sędzia: F.J.C. Moffat |

| 6 lutego 1932 | Szkocja                  | 0:6(0:3) | Walia | Murrayfield Stadium, Edynburg Widzów: 60 000 Sędzia: Thomas Bell |
| 6 lutego 1932 | Boon 3 (P) Bassett 3 (K) | 0:6(0:3) |       | Murrayfield Stadium, Edynburg Widzów: 60 000 Sędzia: Thomas Bell |

| 13 lutego 1932 | Irlandia                     | 8:11(3:6) | Anglia                 | Lansdowne Road, Dublin Sędzia: William Burnet |
| 13 lutego 1932 | Waide 3 (P) Murray 5 (K, pd) | 8:11(3:6) | Burland 11 (P, pd, 2K) | Lansdowne Road, Dublin Sędzia: William Burnet |

| 27 lutego 1932 | Szkocja                               | 8:20(0:5) | Irlandia                                               | Murrayfield Stadium, Edynburg Sędzia: Barry Cumberlege |
| 27 lutego 1932 | Simmers 3 (P) Wood 3 (P) Allan 2 (pd) | 8:20(0:5) | Hunt 3 (P) Lightfoot 6 (2P) Waide 3 (P) Murray 8 (4pd) | Murrayfield Stadium, Edynburg Sędzia: Barry Cumberlege |

| 12 marca 1932 | Walia                       | 10:12(3:3) | Irlandia                                | Cardiff Arms Park, Cardiff Sędzia: Edward Holmes |
| 12 marca 1932 | Davey 3 (P) Ralph 7 (P, dg) | 10:12(3:3) | Lightfoot 3 (P) Hunt 6 (2P) Waide 3 (P) | Cardiff Arms Park, Cardiff Sędzia: Edward Holmes |

| 19 marca 1932 | Anglia                                                  | 16:3(6:3) | Szkocja     | Twickenham Stadium, Londyn Widzów: 65 000 Sędzia: James Wheeler |
| 19 marca 1932 | Aarvold 6 (2P) Black 3 (P) Tanner 3 (P) Burland 4 (2pd) | 16:3(6:3) | Smith 3 (P) | Twickenham Stadium, Londyn Widzów: 65 000 Sędzia: James Wheeler |

## Inne nagrody
- Calcutta Cup –  Anglia (po zwycięstwie nad Szkocją)
- Drewniana łyżka –  Szkocja (za zajęcie ostatniego miejsca w turnieju)